# HC Cheb 2001
HC Cheb 2001 (celým názvem: Hockey Club Cheb 2001) byl český klub ledního hokeje, který sídlil v Chebu v Karlovarském kraji. Založen byl v roce 2001, zanikl v roce 2013. V sezóně 2012/13 působil v Karlovarské krajské lize, čtvrté české nejvyšší soutěži ledního hokeje.
Své domácí zápasy odehrává na zimním stadionu Cheb s kapacitou 1 670 diváků.

## Přehled ligové účasti
Stručný přehled
Zdroj:
- 2003–2007: Karlovarský krajský přebor (4. ligová úroveň v České republice)
- 2007–2010: Ústecký a Karlovarský krajský přebor (4. ligová úroveň v České republice)
- 2012–2013: Karlovarská krajská liga (4. ligová úroveň v České republice)

Jednotlivé ročníky
Zdroj:
Legenda: ZČ – základní část, červené podbarvení – sestup, zelené podbarvení – postup, fialové podbarvení – reorganizace, změna skupiny či soutěže
| Česko (2003 – 2013) |                                      |           |          |                                     |                       |
| Sezóny              | Soutěž                               | Úroveň    | ZČ       | Play-off, nadstavba, sk. o udržení… | Poznámky              |
| 2003/04             | Karlovarský krajský přebor           | 4. úroveň | 2. místo |                                     |                       |
| 2004/05             | Karlovarský krajský přebor           | 4. úroveň | 3. místo | Nadstavbová část (2. místo)         |                       |
| 2005/06             | Karlovarský krajský přebor           | 4. úroveň | 3. místo | Finálová skupina (4. místo)         |                       |
| 2006/07             | Karlovarský krajský přebor           | 4. úroveň | 2. místo | Finálová skupina (2. místo)         | Reorganizace          |
| 2007/08             | Ústecký a Karlovarský krajský přebor | 4. úroveň | 4. místo | Nadstavba KV kraje (2. místo)       |                       |
| 2008/09             | Ústecký a Karlovarský krajský přebor | 4. úroveň | 5. místo | Nadstavba KV kraje (3. místo)       |                       |
| 2009/10             | Ústecký a Karlovarský krajský přebor | 4. úroveň | 6. místo |                                     | Odstoupení ze soutěže |
| …                   |                                      |           |          |                                     |                       |
| 2012/13             | Karlovarská krajská liga             | 4. úroveň | 4. místo |                                     | Odstoupení ze soutěže |